# James Melville Gilliss

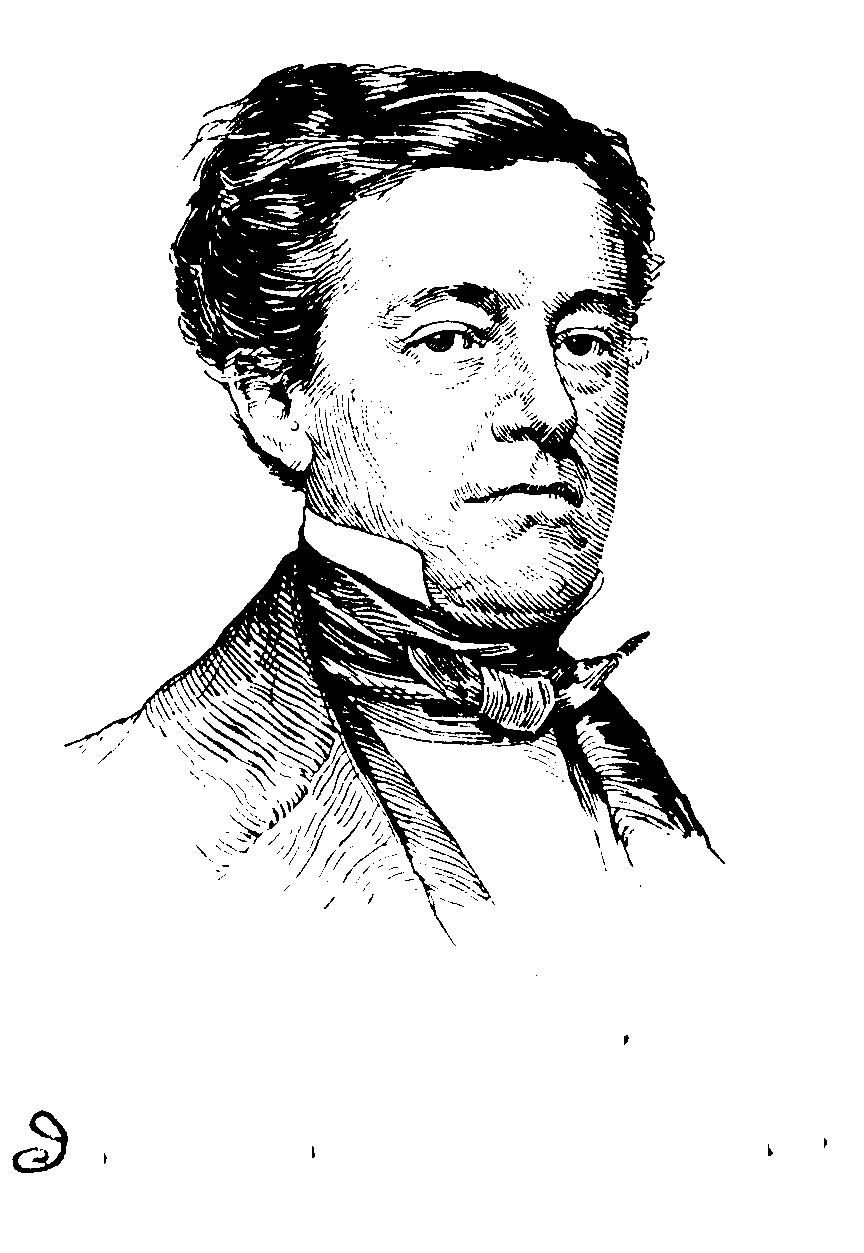
James Melville Gilliss (um 1850)

James Melville Gilliss (* 6. September 1811 in Georgetown, Washington, D.C.; † 9. Februar 1865 in Washington, D.C.) war ein US-amerikanischer Astronom und Offizier der Marine.

## Leben
Gillis trat der US-Marine 1827 15-jährig bei, er hatte den Mannschaftsdienstgrad eines midshipman. Er diente auf der „Delaware“, der „Java“ und der „Concord“.
1831 erhielt er die Möglichkeit zu einer höheren Ausbildung durch die Marine und studierte zunächst ein Jahr an der University of Virginia und setzte seine Studien anschließend in Paris fort. 1837 wurde er als Assistent in das Marinedepot für Anzeigen und Instrumente versetzt. Er war dort auch für astronomische Beobachtungen verantwortlich.
Er unternahm eine astronomische Forschungsreise unter Captain Charles Wilkes, erarbeitete Korrekturen für die Längengradbestimmung, Mondbahn, erfand neue Beobachtungsinstrumente und untersuchte meteorologische Phänomene. 1838 wurde er zum Leutnant befördert.
Gilliss begründete 1841 im Rahmen seiner Tätigkeit das United States Naval Observatory (Marine-Observatorium) in Washington D.C., welches er 1861 bis 1865 im Rang eines Captains leitete, als erstes nationales Forschungsobservatorium der USA. Dort nahm er von 1848 bis 1851 Bestimmungen zur Parallaxe der Sonne vor. Er publizierte zahlreiche seiner Beobachtungen. 1848 wurde er in die American Philosophical Society und 1861 in die American Academy of Arts and Sciences gewählt.
1996 wurde eine Bibliothek nach ihm benannt.